# Rautahat District
Rautahat District er et af Nepals 75 administrative og politiske regioner, betegnet distrikter (lokalt betegnet district, zilla, jilla el. जिल्ला). Rautahat er et distrikt i lavlandet Terai, som ligger i Narayani Zone i Central Development Region.
Rautahat areal er 1.126 km² og der boede ved folketællingen 2001 i alt 545.132 og i 2007 608.912 i distriktet. Distriktets politiske organ District Development Committee er sammensat gennem indirekte valg, med repræsentation fra hver af de 9-17 administrative enheder ilakaer, hvert distrikt er opdelt i.
Rautahat District er endvidere opdelt i 97 udviklingskommuner (lokalt navn: Gaun Bikas Samiti (G.B.S.) el. Village Development Committee (VDC)), hvoraf byer med over 10.000 indbyggere kategoriseres som købstæder (municipalities).
Rautahat District er udviklingsmæssigt – gennem anvendelse af FN og UNDP's Human Development Index – kategoriseret som nr. 56 ud af Nepals 75 distrikter.

## Eksterne links
- Kort over Rautahat District
- http://www.un.org.np/health/district-profiles/data/central/rautahat.htm Arkiveret 27. september 2007 hos  Wayback Machine

26°58′N 85°18′Ø / 26.97°N 85.3°Ø